# Franz Prosinger
Franz Prosinger (* 12. Juli 1953) ist ein deutscher römisch-katholischer Priester und Theologe.

## Leben
Nach dem Abitur in Günzburg studierte er ab 1972 an der Universität München Philosophie, Indologie und Theologie. 1976 trat er in das Internationale Priesterseminar Herz Jesu der Priesterbruderschaft St. Pius X. ein. Marcel Lefebvre weihte ihn 1981 zum Priester. Nach den Bischofsweihen 1988 trennte er sich von der Bruderschaft Lefebvres und trat der Priesterbruderschaft St. Petrus bei. 
Ab 1991 lehrte er im Priesterseminar St. Petrus in Wigratzbad. Am 14. Juli 2015 wurde er in die Territorialprälatur Ayaviri inkardiniert, wo er Pfarrseelsorger und Dozent am dortigen Priesterseminar San José war. Seit 2020 ist er freigestellt für biblische Studien und wohnt in Ruprechtshofen.

## Veröffentlichungen (Auswahl)
- Das Blut des Bundes – vergossen für viele? Zur Übersetzung und Interpretation des hyper pollôn in Mk 14,24. Siegburg 2007, ISBN 978-3-87710-285-5.
- ... damit sie geheiligt seien in Wahrheit (Joh 17,19). Wie wir erlöst werden – eine biblische Betrachtung. Siegburg 2009, ISBN 978-3-87710-289-3.
- Das eingepflanzte Wort der Wahrheit. Struktur und Grundgedanke des Jakobusbriefes. Stuttgart 2019, ISBN 978-3-460-03434-1. Rezension
- Geheiligt in Wahrheit. Eine biblische Soteriologie. St. Ottilien 2021, ISBN 978-3-8306-8097-0.
- Leibhaftige Welt. Biblischer Personalismus. St. Ottilien 2023, ISBN 978-3-8306-8202-8.

| Personendaten    | Personendaten                           |
| ---------------- | --------------------------------------- |
| NAME             | Prosinger, Franz                        |
| KURZBESCHREIBUNG | deutscher römisch-katholischer Priester |
| GEBURTSDATUM     | 12. Juli 1953                           |